# 西糀谷
西糀谷（にしこうじや）は、東京都大田区の町名。現行行政地名は西糀谷一丁目から西糀谷四丁目。住居表示実施済区域。

## 地理
大田区の東部に位置し、地形的はほぼ平坦、北部に新呑川が流れている。四丁目に在する京急空港線糀谷駅より東方向一丁目にかけておいで通りこうじや商店会がある。
三丁目には大田区立糀谷中学校と大田区立糀谷小学校が設置されている。町域内には住宅・町工場が密集しており、高層住宅や集合住宅も多く、幅広い年齢層の住民が住んでいる。

### 地価
住宅地の地価は、2025年（令和7年）1月1日の公示地価によれば、西糀谷4-19-9の地点で50万5000円/m2となっている。

## 世帯数と人口
2024年（令和6年）4月1日現在（東京都発表）の世帯数と人口は以下の通りである。
| 丁目         | 世帯数     | 人口     |
| ------------ | ---------- | -------- |
| 西糀谷一丁目 | 2,923世帯  | 4,988人  |
| 西糀谷二丁目 | 2,773世帯  | 5,059人  |
| 西糀谷三丁目 | 3,581世帯  | 5,890人  |
| 西糀谷四丁目 | 3,133世帯  | 5,005人  |
| 計           | 12,410世帯 | 20,942人 |

### 人口の変遷
国勢調査による人口の推移。
| 年                 | 人口   |
| ------------------ | ------ |
| 1995年（平成7年）  | 19,089 |
| 2000年（平成12年） | 19,761 |
| 2005年（平成17年） | 19,541 |
| 2010年（平成22年） | 19,722 |
| 2015年（平成27年） | 20,146 |
| 2020年（令和2年）  | 21,227 |

### 世帯数の変遷
国勢調査による世帯数の推移。
| 年                 | 世帯数 |
| ------------------ | ------ |
| 1995年（平成7年）  | 7,850  |
| 2000年（平成12年） | 8,614  |
| 2005年（平成17年） | 9,058  |
| 2010年（平成22年） | 9,765  |
| 2015年（平成27年） | 10,485 |
| 2020年（令和2年）  | 11,703 |

## 学区
区立小・中学校に通う場合、学区は以下の通りとなる（2023年3月時点）。
| 丁目         | 番地                              | 小学校               | 中学校             |
| ------------ | --------------------------------- | -------------------- | ------------------ |
| 西糀谷一丁目 | 1〜4番 10〜14番 19〜23番 28〜31番 | 大田区立南蒲小学校   | 大田区立東蒲中学校 |
| 西糀谷一丁目 | 5〜9番 15〜18番 24〜27番          | 大田区立糀谷小学校   | 大田区立糀谷中学校 |
| 西糀谷二丁目 | 全域                              | 大田区立糀谷小学校   | 大田区立糀谷中学校 |
| 西糀谷三丁目 | 1〜37番                           | 大田区立糀谷小学校   | 大田区立糀谷中学校 |
| 西糀谷三丁目 | 39〜42番                          | 大田区立萩中小学校   | 大田区立出雲中学校 |
| 西糀谷三丁目 | 43〜44番                          | 大田区立都南小学校   | 大田区立出雲中学校 |
| 西糀谷四丁目 | 5〜8番 16〜18番 24番              | 大田区立糀谷小学校   | 大田区立糀谷中学校 |
| 西糀谷四丁目 | 25〜27番                          | 大田区立中萩中小学校 | 大田区立糀谷中学校 |
| 西糀谷四丁目 | 28〜29番                          | 大田区立中萩中小学校 | 大田区立東蒲中学校 |
| 西糀谷四丁目 | 1〜4番 10〜14番 19〜23番 30〜32番 | 大田区立南蒲小学校   | 大田区立東蒲中学校 |
| 西糀谷四丁目 | 9番 15番                          | 大田区立南蒲小学校   | 大田区立糀谷中学校 |

## 事業所
2021年（令和3年）現在の経済センサス調査による事業所数と従業員数は以下の通りである。
| 丁目         | 事業所数  | 従業員数 |
| ------------ | --------- | -------- |
| 西糀谷一丁目 | 150事業所 | 717人    |
| 西糀谷二丁目 | 159事業所 | 1,291人  |
| 西糀谷三丁目 | 252事業所 | 1,936人  |
| 西糀谷四丁目 | 221事業所 | 1,524人  |
| 計           | 782事業所 | 5,468人  |

### 事業者数の変遷
経済センサスによる事業所数の推移。
| 年                 | 事業者数 |
| ------------------ | -------- |
| 2016年（平成28年） | 852      |
| 2021年（令和3年）  | 782      |

### 従業員数の変遷
経済センサスによる従業員数の推移。
| 年                 | 従業員数 |
| ------------------ | -------- |
| 2016年（平成28年） | 5,522    |
| 2021年（令和3年）  | 5,468    |

## 交通
域内南側に接し、環状八号線が、域内東側に接し、国道131号（通称：産業道路）が、それぞれ通っている。
域内に京急空港線が通っており、糀谷駅、大鳥居駅がある。最寄駅は一・四丁目が糀谷駅、二・三丁目は大鳥居駅となっている。詳しくは当該項目を参照のこと。
域内一丁目の北西部については、京急蒲田駅が利用出来る。

## 歴史
蒲田区発足当初、当地の地名は「糀谷町」であったが、1965年に東西分割され、東部を東糀谷、西部を西糀谷を改称したことによって誕生した地域および地名である。現在、「糀谷」の名称は「糀谷駅」「大田区立糀谷小学校」「大田区立糀谷中学校」「糀谷商店街」などにその名残がみられる。なお、北糀谷も元々は東糀谷・西糀谷と同じく羽田町大字糀谷から分割された地域であるが、「糀谷町」から分割された地域ではなく、蒲田区発足時から独立していた「北糀谷町」という地名を前身とする地域である。

## 施設
- おいで通りこうじや商店会会館
- 大田区立糀谷中学校
- 大田区立糀谷小学校
- 大田区立糀谷文化センター
- 大田区立浜竹図書館
- コペルプラス 大鳥居教室（児童発達支援事業所）
- 浜竹天祖神社
- 糀谷神社 - 旧麹谷村村社
- 宗教法人神命愛心会 神命大神宮
- 天台宗安泰寺

## その他

### 日本郵便
- 郵便番号 : 144-0034[2]（集配局 : 蒲田郵便局[19]）。